# Doljani (Donji Lapac)
Doljani falu Horvátországban, Lika-Zengg megyében. Közigazgatásilag Donji Lapachoz tartozik.

## Fekvése
Korenicától légvonalban 43 km-re, közúton 53 km-re délkeletre, községközpontjától légvonalban 14 km-re, közúton 16 km-re délkeletre, Lika keleti részén, az Una völgyében, a bosnyák határ közelében fekszik.

## Története
1857-ben 1292, 1910-ben 1909 lakosa volt. Lika-Korbava vármegye Donji Lapaci járásához tartozott. A trianoni békeszerződést követően előbb a Szerb-Horvát-Szlovén Királyság, majd Jugoszlávia része lett. 1991-ben teljes lakossága szerb nemzetiségű volt. Lakossága 1995 augusztusában nagyrészt elmenekült a horvát hadsereg támadása elől. A falunak 2011-ben 133 lakosa volt.

## Lakosság
| Lakosság változása | Lakosság változása | Lakosság változása | Lakosság változása | Lakosság változása | Lakosság változása | Lakosság változása | Lakosság változása | Lakosság változása | Lakosság változása | Lakosság változása | Lakosság változása | Lakosság változása | Lakosság változása | Lakosság változása | Lakosság változása |
| ------------------ | ------------------ | ------------------ | ------------------ | ------------------ | ------------------ | ------------------ | ------------------ | ------------------ | ------------------ | ------------------ | ------------------ | ------------------ | ------------------ | ------------------ | ------------------ |
| 1857               | 1869               | 1880               | 1890               | 1900               | 1910               | 1921               | 1931               | 1948               | 1953               | 1961               | 1971               | 1981               | 1991               | 2001               | 2011               |
| 1.292              | 1.548              | 1.375              | 1.480              | 1.796              | 1.909              | 1.845              | 1.626              | 809                | 763                | 653                | 486                | 373                | 305                | 95                 | 133                |

## Nevezetességei
A Legszentebb Istenanya Születése tiszteletére szentelt szerb pravoszláv temploma 1782-ben épült, 1948-ban lebontották. A templomot 1990-ben kezdték újjáépíteni. A templom a faluban, egy dombon áll. Egyhajós, keletelt tájolású épület, sokszögletű apszissal, és főhomlokzata előtti harangtoronnyal. A szentélytér félkupola boltozatos, egy középen elhelyezett téglalap alakú ablaknyílás világítja meg. A dongaboltozattal boltozott hajóban az első zónában falazott kórus, a második zónában szecessziós kovácsoltvas kerítés található. A hajó északi falát két ablaknyílás, a déli falat egy felülvilágítóval záródó oldalbejárat és egy ablaknyílás tagolja. A templomhajó és a szentély alkotta épületet 1912-ben harangtoronnyal egészítették ki, erről tanúskodik a harangtorony felirata is. A templomot ezt követően szecessziós stílusban alaposan felújították, amit a megmaradt kóruskorlát, a templomban falfestményei és a kórus burkolatának egy része bizonyít. A templomnak olyan építészeti értékei vannak, amelyek a katonai építészet és a szecessziós stílus keveredésének érdekes kombinációjában nyilvánulnak meg. A templom Lika környékének kevés, szecessziós stílusban épült építményei közé tartozik.